# Herbie Mann
Herbert Jay Solomon (Brooklyn, 16 de abril de 1930 - Pecos, Estados Unidos, 1 de julio de 2003), Herbie Mann, flautista estadounidense de jazz-fusión especializado en la combinación de elementos del funk, el soul, el pop y la música afrocubana.
Su época de mayor popularidad tuvo lugar durante los años sesenta; en los setenta se sumergió casi por completo en la fusión del jazz con distintos tipos de músicas del mundo, sin olvidar en ningún momento sus capacidades creativas e improvisadoras.

## Reseña biográfica
Herbie Mann nació en Brooklyn, Nueva York, de padres judíos, Harry C. Solomon (30 de mayo de 1902 - 31 de mayo de 1980), que era de ascendencia rusa y Ruth Rose Solomon (de soltera Brecher) (4 de julio de 1905 - 11 de noviembre de 2004), de ascendencia rumana que nació en Bucovina, región Austria-Hungría, pero emigró a los Estados Unidos con su familia a la edad de 6 años. [3] [4] [5] Ambos padres eran bailarines y cantantes, llegando a convertirse posteriormente en instructores de baile. [3] Asistió a Lincoln High School en Brighton Beach. Su primera actuación profesional fue tocar en los complejos turísticos de los Catskills a los 15 años. En la década de 1950, Mann era principalmente un flutista de bebop, tocando en conjuntos con artistas como Phil Woods, alternando diversos  instrumentos de viento como el clarinete bajo, saxofón tenor y la flauta travesera.
Mann fue uno de los pioneros de la fusión de jazz y música del mundo. En 1959, después de una gira por África patrocinada por el Departamento de Estado, grabó Flautista!, un disco de jazz afrocubano. En 1961 Mann realizó una gira por Brasil  regresando a los Estados Unidos para grabar con músicos brasileños, entre ellos Antonio Carlos Jobim y el guitarrista Baden Powell. Estos álbumes ayudaron a popularizar el bossa nova en Estados Unidos y Europa. A menudo trabajó con temas brasileños. A mediados de la década de 1960, Mann contrató a un joven Chick Corea para tocar en algunas de sus bandas. A finales de la década de 1970 y principios de la de 1980, Mann tocaba a dúo con Vasant Raien, un virtuoso del sarod, en los clubs de jazz del  Greenwich Village, como el Bottom Line o el Village Gate.
Tras el exitoso álbum de 1969 Memphis Underground, grabó varios discos de smooth jazz influenciados por el soul sureño, el blues rock, el reggae, el funk y la música disco suscitaron las críticas de los puristas del jazz, pero permitieron a Mann mantenerse activo durante un periodo de declive del interés por el jazz. Los músicos de estas grabaciones eran algunos de los músicos de sesión más conocidos del soul y el jazz, incluida la cantante Cissy Houston (madre de Whitney Houston), los guitarristas Duane Allman, Larry Coryell y Sonny Sharrock, los bajistas Donald "Duck" Dunn, Chuck Rainey y Miroslav Vitouš, y los bateristas Al Jackson, Jr. y Bernard Purdie. En este período, Mann tuvo varios éxitos pop, algo poco habitual para un músico de jazz. Según una entrevista de 1998, Mann había grabado al menos 25 álbumes que figuraban en las listas de éxitos pop del Billboard 200, un logro que se le negó a la mayoría de sus compañeros de jazz.[6]
Mann proporcionó la música para el corto animado Afterlife de 1978 de la National Film Board of Canada, del director y productor indio Ishu Patel.
A principios de la década de 1970 fundó su propio sello discográfico, Embryo Records, distribuido por Cotillion Records, una división de Atlantic Records. [7] Embryo había producido en su catálogo discos de jazz como los de su "Serie 500", tales como el álbum de Ron Carter Uptown Conversation(1970); el primer álbum en solitario de Miroslav Vitous, Infinite Search (1969); a Phil Woods y su European Rhythm Machine en el Festival de Jazz de Frankfurt (1971) y el álbum Up (1976) del dúo formado por el saxofonista Dick Morrissey y el guitarrista Jim Mullen con la Average White Band en la sección rítmica; y los de su "Serie 700", con un estilo más rockero, incluyendo el álbum Zero Time (1971) del conjunto anglo-americano TONTO's Expanding Head Band formado por el dúo  Malcolm Cecil y Robert Margouleff. Más tarde creó la discográfica Kokopelli Records después de tener dificultades con los sellos ya establecidos. En 1975 salió a luz lo que posiblemente sea su mayor éxito en la música pop y que alcanzó los primeros lugares en la lista de los Billboard Hot 100: Hijack en donde lo llamativo de esa melodía es el solo de flauta interpretado por Herbie Mann y la voz de Cissy Houston. En 1996, Mann colaboró con el grupo Stereolab en la canción "One Note Samba / Surfboard" para el álbum Red Hot+Rio producido por Red Hot Organisation en beneficio de los enfermos de SIDA. Mann también tocó flautas en el álbum de los Bee Gees de 1979 Spirits Having Flown.

## Muerte
Su última aparición fue el 3 de mayo de 2003 en el New Orleans Jazz and Heritage Festival y falleció menos de dos meses después, el 1 de julio de 2003, a la edad de 73 años, tras una larga batalla contra el cáncer de próstata. Murió en su casa en Pecos, Nuevo México, dejando a su esposa, Susan Janeal Arison y cuatro hijos: Paul Mann, Claudia Mann, Laura Mann-Lepik y Geoffrey Mann.
En una revisión de Beyond Brooklyn de Mann (2004), su última grabación (codirigida con Phil Woods), el crítico George Kanzler propuso que se había pasado por alto el estatus de Mann como innovador:
... La carrera de Mann, tanto en su naturaleza de búsqueda como en su aceptación de varios estilos musicales, es paralela a la de Miles Davis. Mann defendió la música brasileña incluso antes que Stan Getz. Cuando Miles fusionaba el jazz con el rock, Mann lo fusionaba con el soul de Memphis y el rock sureño. También fue uno de los primeros exponentes de la música mundial. Pero mientras que Miles era generalmente aclamado como un visionario, Mann fue descartado como un popularizador que se vendió. Fue un bum rap. [8]

## Discografía por compañía discográfica y año

### Atlantic Records
- 1961: The Family of Mann
- 1962: Brazil Bossa Nova & Blues
- 1962: Right Now
- 1963: Do the Bossa Nova. Con Castro Neves, Baden Powell y Antonio Carlos Jobim
- 1963: Returns to the Village Gate. Mann toca varias flautas orientales. El grupo incluye a Nabil Totah en el bajo.
- 1964: Latin Fever
- 1965: Herbie Mann & João Gilberto with Antonio Carlos Jobim. Mann toca en algunas pistas, incluyendo una versión de Samba de uma nota só con Jobim al piano y algunos duetos con el guitarrista Baden Powell.
- 1965: My Kinda Groove
- 1965: Latin Mann con el pianista Chick Corea. AFRO to BOSSA to BlUES: CL2388, CS 9188.
- 1966: Impressions of the Middle East
- 1965: Standing Ovation at Newport; con Corea.
- 1965: The Roar of the Greasepaint – The Smell of the Crowd; con Corea.
- 1966: "Monday Night at the Village Gate. Grupo mayor, que incluye a Corea y muchos vientos de metal. Este disco forma también parte de Returns to the Village gate.
- 1967: Today!
- 1967: The Wailing Dervishes
- 1967: A Mann & A Woman (with Tamiko Jones)
- 1967: The Beat Goes On
- 1969: Memphis Underground], producido por Tom Dowd, con participación del músico Larry Coryell.
- 1970: Stone Flute (Embryo Records)
- 1970: Muscle Shoals Nitty Gritty (Embryo)
- 1971: Memphis Two Step (Embryo)
- 1971: Push Push (Embryo)
- 1972: Mississippi Gambler
- 1973: Turtle Bay
- 1974: London Underground. Grabado en Londres, con Mick Taylor.
- 1974: Reggae. Grabado en Londres con Mick Taylor y Albert Lee.
- 1975: Discothèque. Con la vocalización de Cissy Houston. Incluye el tema "Hijack".
- 1975: Waterbed, con Houston.
- 1976: Surprises, con Houston.
- 1977: Fire Island, con el vocalista Googie Coppola.
- 1977: The Atlantic Family Live in Montreaux
- 1978: Brazil: Once Again
- 1978: Super Mann
- 1979: Sunbelt

### Verve Records
- 1957: The Magic Flute of Herbie Mann
- 1960: Et Tu Flute
- 1960: Flute, Brass, Vibes and Percussion
- Sound of Mann

### Prestige Records
- 1957: Flute Souffle
- 1957: Flute Flight
- 1957: Sultry Serenade
- 1958: Mann in the Morning
- 1958: Just Wailin'

### Otros
- 1954: Sarah Vaughan with Clifford Brown
- 1956: Herbie Mann with the Wessel Ilcken Trio
- 1957: Flute Fraternity
- 1957: Great Ideas of Western Mann (con Mann en el clarinete bajo).
- 1959: Flautista: Herbie Mann plays Afro-Cuban jazz! (Verve Records).
- 1959: African Suite
- 1961: Herbie Mann At the Village Gate (en vivo).
- 1961: Nirvana, con la participación de Bill Evans.
- 1967: Glory Of Love (A&M/producido por Creed Taylor)
- 1987: Jasil Brazz
- 1989: Opalescence
- 1992: Deep Pocket
- 1997: Peace Pieces
- 1997: America/Brasil (Lightyear Entertainment)
- 2000: Eastern European Roots